# Stanley Cup 1997
La finale della Stanley Cup 1997 è stata una serie al meglio delle sette gare che ha determinato il campione della National Hockey League per la stagione 1996-97. Al termine dei playoff i Philadelphia Flyers, campioni della Eastern Conference, si sfidarono contro i Detroit Red Wings, campioni nella Western Conference. I Philadelphia Flyers nella serie finale di Stanley Cup usufruirono del fattore campo in virtù del maggior numero di punti ottenuti nella stagione regolare, 103 punti contro i 94 dei Red Wings. La serie iniziò il 31 maggio e finì il 7 giugno con la conquista da parte dei Red Wings della Stanley Cup per 4 a 0.
Per i Flyers questa fu la settima apparizione alle finali della Stanley Cup, la prima dopo la sconfitta nel 1987 contro gli Edmonton Oilers. Per i Red Wings invece si trattò della ventesima presenza in finale. Per il terzo anno di fila la serie si concluse sul 4-0 e la formazione di Detroit poté festeggiare la conquista del titolo quarantadue anni dopo l'ultimo titolo ottenuto nel 1955. Detroit fu l'ultima squadra capace di vincere la Stanley Cup senza il vantaggio del fattore campo e dopo aver concluso la stagione regolare con meno di 100 punti fino al 2009, quando i Pittsburgh Penguins sconfissero proprio i Red Wings.
Al termine della serie il portiere canadese Mike Vernon fu premiato con il Conn Smythe Trophy, trofeo assegnato al miglior giocatore dei playoff.

## Contendenti

### Philadelphia Flyers
I Philadelphia Flyers conclusero la stagione regolare al secondo posto della Atlantic Division, il terzo della Conference, con 103 punti conquistati. Nel corso dei playoff sconfissero al primo turno nel derby della Pennsylvania i Pittsburgh Penguins per 4-1, mentre al secondo i Buffalo Sabres per 4-1. Nella finale della Conference infine affrontarono i New York Rangers e vinsero la serie ancora 4-1.

### Detroit Red Wings
I Detroit Red Wings conclusero la stagione regolare al secondo posto nella Central Division, il terzo nella Conference, totalizzando 94 punti. Al primo turno sconfissero i St. Louis Blues, per 4-2, mentre al secondo turno superarono per 4-0 i Mighty Ducks of Anaheim. Infine nella finale di Conference sconfissero per 4-2 i Colorado Avalanche.

## Serie

### Gara 1
| Arbitro: | Bill McCreary |

|                                                      |           |                                 |
| Maltby 06:38 Kocur 15:56 Fëdorov 31:41 Yzerman 40:56 | Marcatori | 07:37 Brind'Amour 37:11 LeClair |

### Gara 2
| Arbitro: | Terry Gregson |

|                                                  |           |                          |
| Shanahan 01:37, 49:56 Yzerman 09:22 Maltby 22:39 | Marcatori | 17:42, 18:51 Brind'Amour |

### Gara 3
| Arbitro: | Kerry Fraser |

|               |           |                                                                         |
| LeClair 07:03 | Marcatori | 09:03 Yzerman 11:05, 23:12 Fëdorov 19:00, 41:08 Lapointe 39:17 Shanahan |

### Gara 4
| Arbitro: | Bill McCreary |

|               |           |                              |
| Lindros 59:45 | Marcatori | 19:27 Lidström 33:02 McCarty |

## Roster dei vincitori
| Vincitori della Stanley Cup 1997 Detroit Red Wings | Portieri: Mike Vernon, Chris Osgood Difensori: Vjačeslav Fetisov, Bob Rouse, Jamie Pushor, Nicklas Lidström, Vladimir Konstantinov, Aaron Ward, Larry Murphy Attaccanti: Igor' Larionov, Mathieu Dandenault, Vjačeslav Kozlov, Brendan Shanahan (A), Tomas Holmström, Doug Brown, Kirk Maltby, Steve Yzerman (C), Martin Lapointe, Darren McCarty, Joe Kocur, Tomas Sandström, Kris Draper, Tim Taylor, Sergej Fëdorov Staff Tecnico: Scotty Bowman (Allenatore), Barry Smith (Ass. allenatore), Dave Lewis (Ass. allenatore), Mike Krushelnyski (Ass. allenatore) |